# Ninja Gaiden-serien
Ninja Gaiden (NINJA 外伝?) är en dator- och TV-spelsserie från Tecmo om ninjan Ryu Hayabusas öden och äventyr runtom i världen. Spelserien kallades ursprungligen Ninja Ryukenden (忍者龍剣伝 Ninja Ryūkenden?, lit. "Legenden om ninjadraksvärdet) i Japan. Den ursprungliga spelserien hette Shadow Warriors i PAL-regionen. Serien har funnits sedan 1988.

## Spel

### Ursprungliga serien
| Titel                                      | Släppår |
| ------------------------------------------ | ------- |
| Ninja Gaiden                               | 1988    |
| Ninja Gaiden                               | 1988    |
| Ninja Gaiden II: The Dark Sword of Chaos   | 1990    |
| Ninja Gaiden III: The Ancient Ship of Doom | 1991    |
| Ninja Guiden                               | 1991    |
| Ninja Gaiden Shadow                        | 1991    |
| Ninja Guiden                               | 1992    |
| Ninja Gaiden Trilogy                       | 1995    |

### Moderna serien
| Titel                        | Släppår |
| ---------------------------- | ------- |
| Ninja Gaiden                 | 2004    |
| Ninja Gaiden Black           | 2005    |
| Ninja Gaiden Sigma           | 2007    |
| Ninja Gaiden: Dragon Sword   | 2008    |
| Ninja Gaiden II              | 2008    |
| Ninja Gaiden Sigma 2         | 2009    |
| Ninja Gaiden 3               | 2012    |
| Ninja Gaiden 3: Razor's Edge | 2012    |
| Yaiba: Ninja Gaiden Z        | 2014    |

### Fotnoter
1. ↑  Sam Derboo. ”Ninja Gaiden” (på engelska). Hardcore Gaming. Arkiverad från originalet den 4 maj 2015. https://web.archive.org/web/20150504040825/http://www.hardcoregaming101.net/ninjagaiden/ninjagaiden.htm. Läst 9 maj 2015.
2. ↑  ”Ninja Gaiden series” (på engelska). Mobygames. http://www.mobygames.com/game-group/ninja-gaiden-series. Läst 9 maj 2015.